# Puppe (Schmetterling)

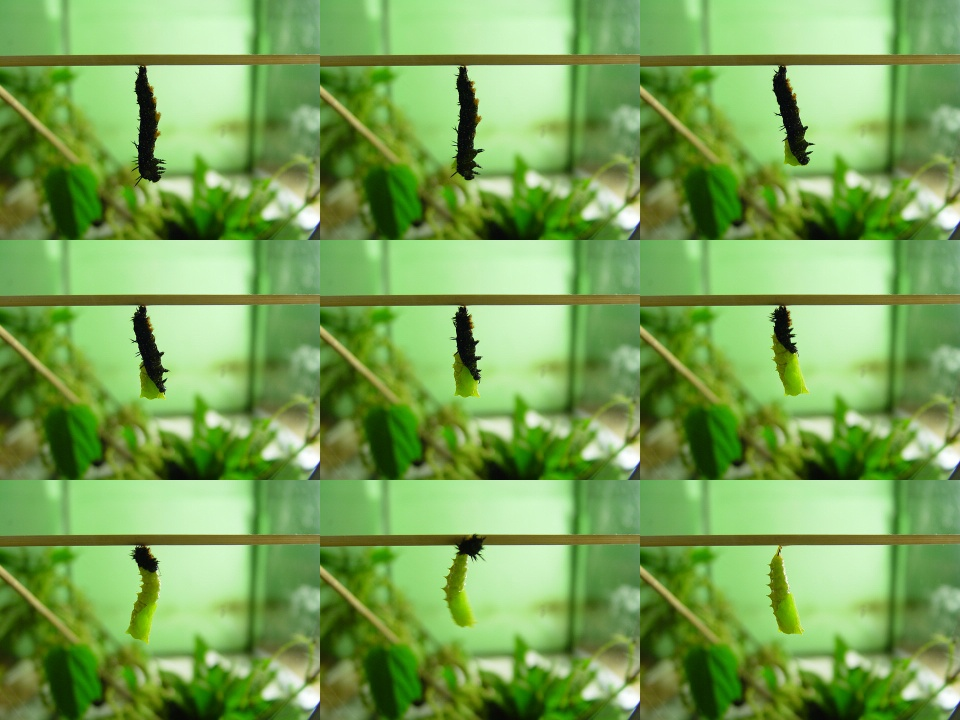
Verpuppung eines Tagpfauenauges in 60-Sekunden-Schritten

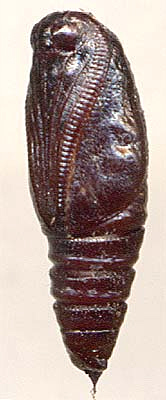
Puppe des Ulmen-Harlekins

Eine Puppe bezeichnet in der Zoologie die meist in völliger Ruhestellung in einer Hülle befindliche Insektenlarve im letzten Entwicklungsstadium auf dem Weg zum geschlechtsreifen Vollinsekt (siehe auch: Puppe (Insekt)). Bei den Schmetterlingen ist die Puppe entweder von einer dünnen Hülle, der Puppenhaut, oder zusätzlich von einem von der Raupe selbst gesponnenen Gespinst oder Kokon umgeben.

## Puppenformen
Bei den unter den Tagfaltern zusammengefassten Schmetterlingsfamilien werden zwei Typen von Puppen nach der Art der Befestigung an der Unterlage unterschieden: Stürzpuppen und Gürtelpuppen. Bei ersteren hängen die Puppen, umgeben von einer dünnen Puppenhülle, frei baumelnd mit Häkchen an einer Gespinstverankerung, die mit der Unterlage befestigt ist. Bei den Gürtelpuppen ist die Puppe wie bei den Stürzpuppen von einer dünnen Puppenhülle umgeben und an einer Unterlage befestigt, aber zusätzlich durch einen Gespinstfaden, der wie ein Gürtel um die Körpermitte gesponnen ist, mit einem Zweig oder ähnlichem verbunden. Diese Puppen hängen meistens nicht nach unten, sondern sind durch den Gespinstfaden nach oben oder zur Seite hin befestigt.
Die Puppen der übrigen Schmetterlingsfamilien verpuppen sich entweder frei am Boden oder in einem mehr oder weniger fest gesponnenen Gespinst aus Seide. Dieses wird Kokon genannt. Die Seide wird aus speziellen Spinndrüsen hergestellt, die sich auf der Unterlippe befinden. Damit der fertige Falter seine zuweilen sehr feste Puppe wieder verlassen kann, sind Vorkehrungen notwendig. Entweder wird ein runder Deckel vorgesehen, der dann von innen aufgestoßen wird, oder eine Reuse erlaubt es dem Falter hinauszukriechen, ohne dass ungebetene Gäste durch diese eindringen können. Dies ist z. B. beim Kleinen Nachtpfauenauge (Saturnia pavonia) der Fall. Andere Arten sondern aus der Mundöffnung eine Flüssigkeit ab, die den Kokon aufweicht.
Bei den Nachtfaltern kommen die oben genannten Formen vor, doch ist die Form mit Kokon relativ häufig. Puppen ohne Kokon hängen nicht über der Erde, sondern ruhen im Boden.

## Verpuppung
Ist die Raupe erwachsen, beginnt sie mit der Verpuppung, indem sie sich zum letzten Mal häutet. Danach findet die Metamorphose zum Schmetterling statt. Dabei werden die Raupenorgane abgebaut oder umgeformt und zu Falterorganen umgebildet und auch die gesamte äußere Gestalt der Tiere ändert sich. Die Puppen der Schmetterlinge sind grundsätzlich Mumienpuppen. Das heißt, dass alle Körperanhänge (Fühler, Beinanlagen und Flügelscheiden) mit einem Kitt an den Körper geklebt werden. Lediglich die Urmotten (Micropterigidae) haben freie Puppen, bei denen die Gliedmaßen nicht verklebt sind. Die drei Körperabschnitte sind bei den Mumienpuppen nur schwer, die Körperanhänge und der Kopf jedoch gut zu erkennen. 
Die Puppenphase (sog. Puppenruhe) beträgt meist zwei bis vier Wochen. Manche Arten überwintern aber als Puppe. Hier entwickeln sich die Falter schon vor dem Winter, schlüpfen aber erst im Frühling. Manchmal ruhen die Falter in den Puppen länger als einen Winter. So können z. B. die Frühlings-Wollafter (Eriogaster lanestris) bis zu sieben Jahre in ihrer Puppe verharren, bevor sie schlüpfen.

## Tarnung und Schlüpfen
Bei vielen Arten (vor allem bei Tagfaltern) haben die Puppen kein schützendes Gespinst oder Kokon, sondern nur eine Puppenhaut. Sie sind daher sehr empfindlich und müssen eine gute Tarnung aufweisen. Sie können nicht – wie bei Puppen im Boden (Nachtfalter) oder Arten mit dickem Gespinst – darauf vertrauen, dass Fressfeinde wegen der zähen und schwer durchdringlichen Außenhaut von ihrer Attacke ablassen. Solche Puppen sind oft perfekt getarnt, etwa wie frische oder vertrocknete Blätter. Manche können sogar zirpende Geräusche von sich geben, um Angreifer zu verwirren. 
Die Puppe ist fast unbeweglich. Sie kann nur den Hinterleib seitwärts schwingen und rollende Bewegungen ausführen. Manche (z. B. Glasflügler (Sesiidae) und Holzbohrer  (Cossidae)) besitzen an den Hinterleibssegmenten Dornen, mit denen sie sich in ihren Fraßgängen im Holz zur Öffnung hin vorarbeiten können, um nach dem Schlupf leichter ins Freie zu gelangen. Bei den primitiveren Familien können aber auch die Körperanhänge leicht bewegt werden. 

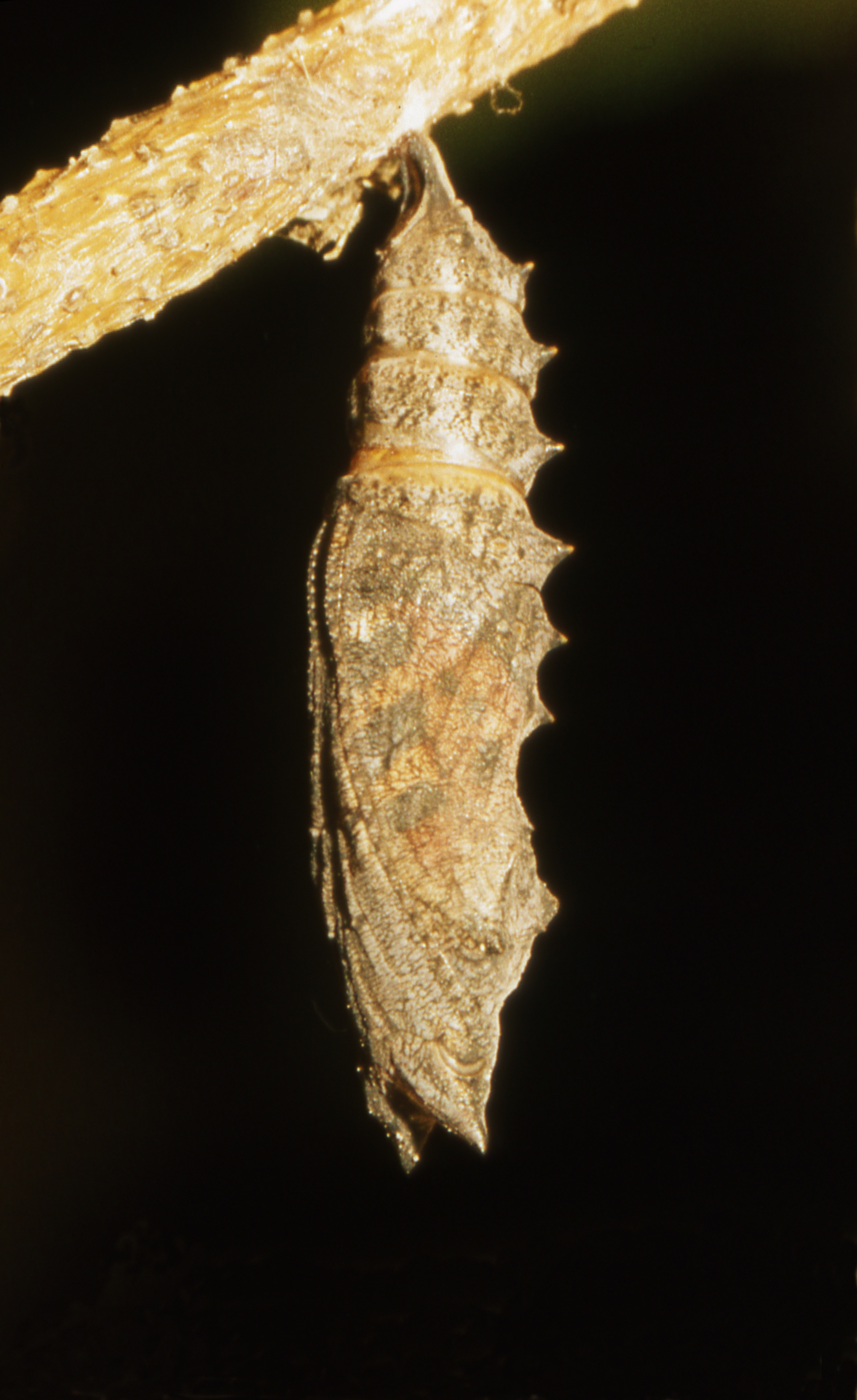
Stürzpuppe des Kleinen Fuchses
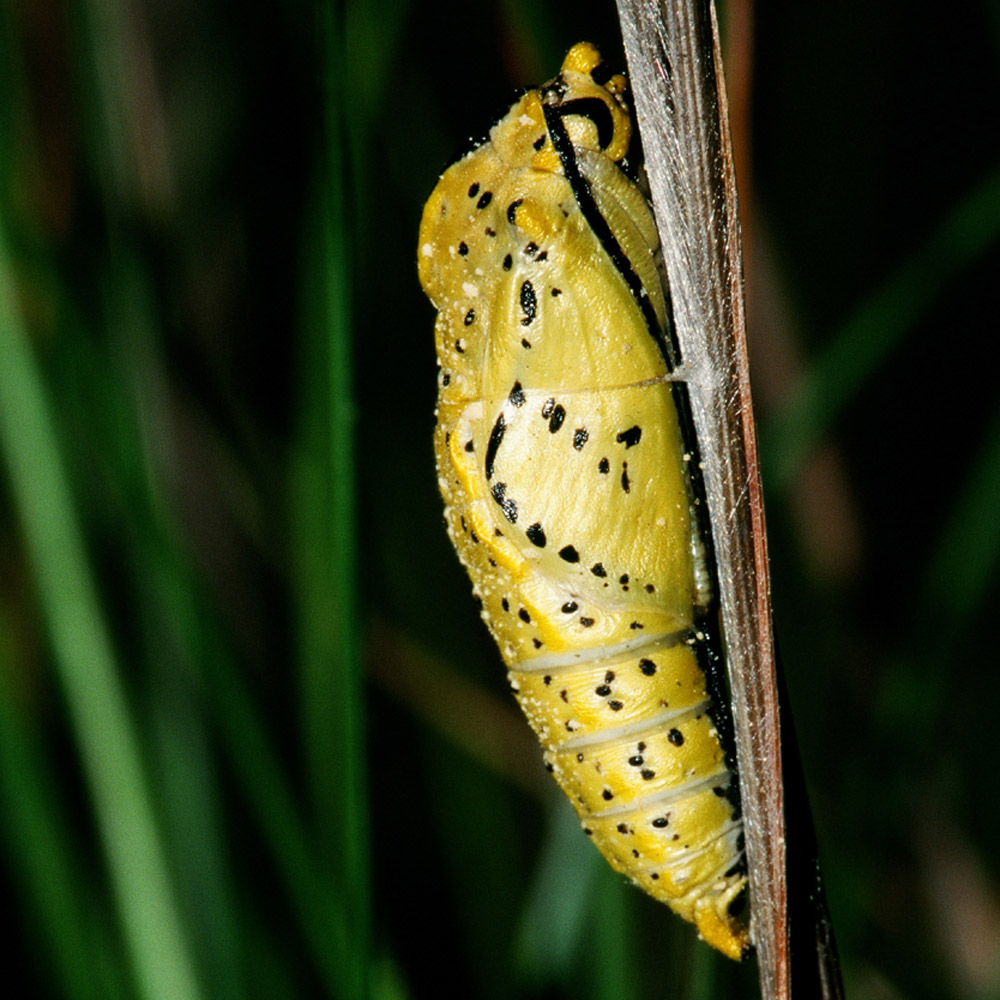
Nach oben gerichtete Gürtelpuppe des Baum-Weißlings; etwa nach dem ersten Drittel ist der dünne Gürtelfaden erkennbar
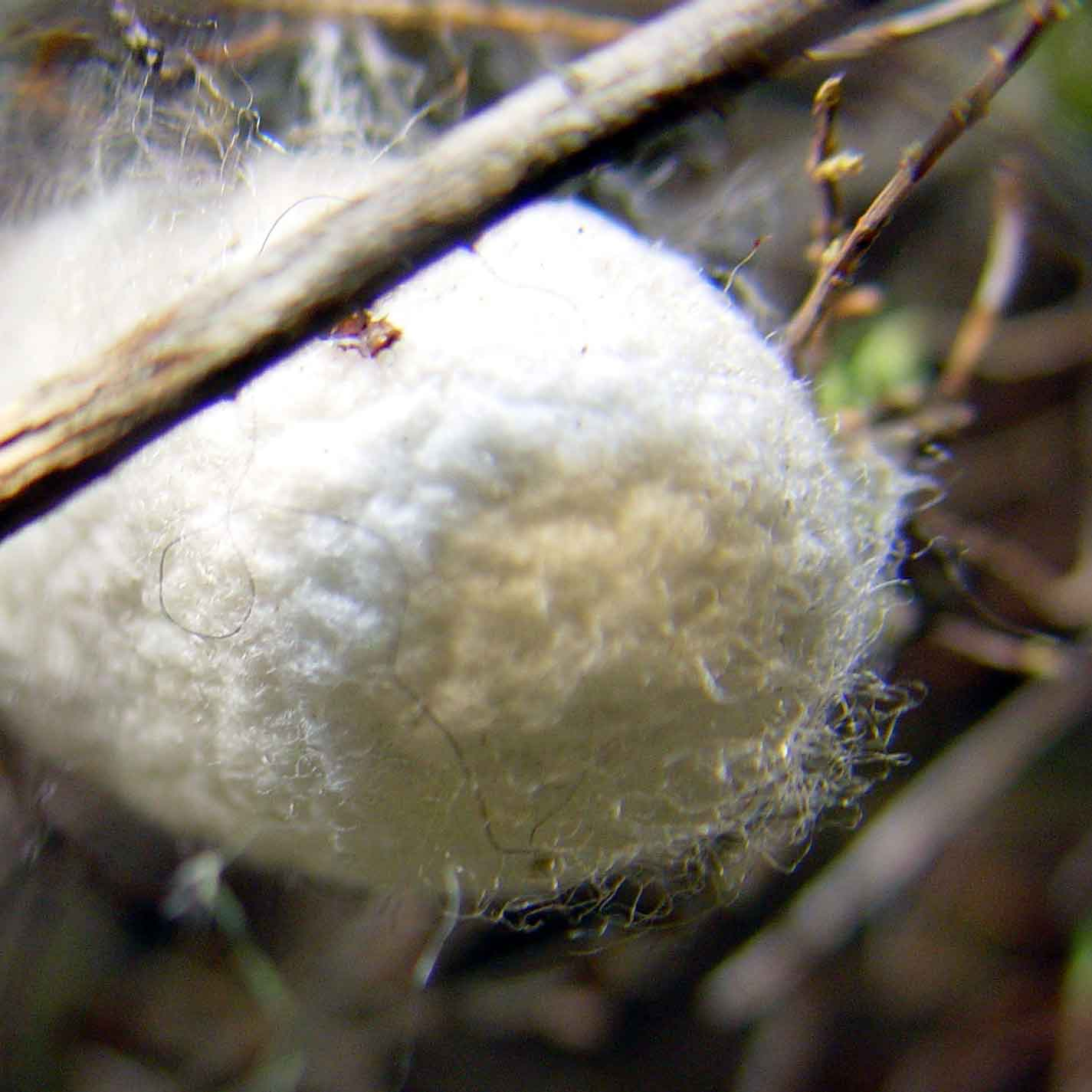
Kokon des Seidenspinners.